# Kiesstelsel in België
Het kiesstelsel in België is op alle bestuursniveaus een systeem van evenredige vertegenwoordiging met stemrecht en opkomstplicht voor meerderjarige burgers. Politieke partijen presenteren zich op beperkt open lijsten aan de kiezer, die binnen eenzelfde lijst meerdere naamstemmen en/of een lijststem kan uitbrengen. Sinds 2002 is er voor parlementsverkiezingen een kiesdrempel van vijf procent per kieskring.  

## Overzicht
Bij alle verkiezingen in België is er evenredige vertegenwoordiging (artikel 62 van de Grondwet). Bij de gemeenteraadsverkiezingen gebeurt de zetelberekening door middel van de methode-Imperiali, bij alle andere wordt de methode-D'Hondt gebruikt. Bij de Europese verkiezingen wordt er slechts één Duitstalige verkozen binnen het Duitse kiescollege, wat de facto zorgt voor een first-past-the-post-systeem.
Er bestaat in België voor alle verkiezingen een opkomstplicht en iedere burger heeft recht op slechts één stem (algemeen enkelvoudig stemrecht).
Zowel om te mogen kiezen als om verkiesbaar te zijn moet men minstens 18 jaar zijn. Om verkiesbaar te zijn voor de federale en Europese verkiezingen moest men 21 jaar zijn, maar dit werd in 2014 verlaagd tot 18 jaar door het Vlinderakkoord.
EU-burgers vanaf 18 jaar die in België wonen kunnen zich inschrijven om te stemmen voor Europese en gemeenteraadsverkiezingen, een recht vastgelegd in Europese verdragen. Niet-EU-burgers kunnen zich enkel inschrijven om te stemmen bij gemeenteraadsverkiezingen, indien ze minstens vijf jaar in België wonen. Dit laatste migrantenstemrecht werd in 2004 ingevoerd na hevig politiek debat. Belgische burgers die in het buitenland wonen kunnen zich registreren in een diplomatieke of consulaire post in hun land van verblijf, om bij Europese en federale verkiezingen te stemmen. Voor al deze groepen is inschrijven niet verplicht, maar eens geregistreerd vallen ze in theorie wel onder de opkomstplicht.

## Geschiedenis
De kieswetgeving is zeer regelmatig gewijzigd. Hieronder volgt een overzicht van de belangrijkste evoluties.

### 1831: meerderheidsstelsel
Aanvankelijk kende België een meerderheidsstelsel met districten. De 41 arrondissementen waren de kieskringen en, naargelang het bevolkingsaantal ervan, werden een of meerdere parlementsleden verkozen (bv. in 1898 18 Kamerleden in Brussel).
De kiezer had evenveel stemmen als er zetels te vullen waren. Hij kon naar believen panacheren door op zijn stembiljet de namen van kandidaten behorend tot verschillende partijen te schrijven. Verkiesbaarstelling verliep overigens volledig officieus. In de eerste ronde was iemand alleen verkozen met een absolute meerderheid, eventueel volgde (dezelfde dag nog) een tweede ronde (ballottage) tussen de best geplaatste kandidaten (dubbel zoveel als het aantal nog te vullen zetels).
De kieswetgeving werd vastgelegd in de Kieswet van 3 maart 1831 (voor de wetgevende kamers), de Provinciewet van 1836 en de Gemeentewet van 1836. De provincieraden en gemeenteraden werden ook met een meerderheidsstelsel verkozen.

### 1877: partijlijsten, lijststemmen en stemhokjes
Een ingrijpende hervorming van het kiesstelsel vond plaats door de wet-Malou van 9 juli 1877. Er kwamen vooraf gedrukte kandidatenlijsten waarop de kandidaten van een partij in alfabetische volgorde waren vermeld. Liberalen stonden links afgedrukt in blauwe inkt, katholieken rechts in karmijnrode inkt, en alle anderen in het midden in zwarte inkt. Tegelijk werd het lijststemmen ingevoerd. Omdat een lijststem gelijk toekwam aan alle kandidaten op de lijst, kwam ze neer op een extra voorkeurstem. Panacheren bleef mogelijk maar viel weinig voor, waardoor het geregeld voorkwam dat alle zetels in een kieskring door dezelfde partij werden bezet. Tweede stemrondes, voor de nodige absolute meerderheid, vonden niet meer dezelfde dag maar een week later plaats.
Een belangrijk doel van de wet-Malou was de eerlijkheid van de kiesverrichtingen. Daarvoor werden naar het voorbeeld van de Ballot Act 1872 drie vernieuwingen doorgevoerd: partijgetuigen, het gedrukte stembiljet en het stemhokje (couloir électoral). Met die laatste twee maatregelen wilde men naar Australisch model het stemgeheim waarborgen.

### 1893: algemeen meervoudig stemrecht en opkomstplicht
Door een grondwetswijziging kwam er in 1893 algemeen meervoudig stemrecht. Alle mannen mochten voortaan stemmen en sommigen kregen twee of drie stemmen. Bij deze gelegenheid werd ook de opkomstplicht ingevoerd.
Met de democratisering werden ook praktische zaken gewijzigd:
- De stemming vond voortaan plaats op zondag in plaats van een dinsdag.
- Vanaf dan werd ook gestemd in de gemeente in plaats van in de hoofdplaats van het arrondissement.

De kieswetgeving werd vastgelegd in het Kieswetboek van 12 april 1894.
De eerstvolgende verkiezingen vonden plaats op zondag 14 oktober 1894.
Met de wet van 12 september 1895 op de gemeenteverkiezingen werd ook voor de gemeenteraadsverkiezingen de opkomstplicht ingevoerd en werd bovendien de evenredige vertegenwoordiging deels geïntroduceerd. Wie een absolute meerderheid behaalde, haalde alle zetels binnen (meerderheidsstelsel). Slechts als geen enkele partij over de volstrekte meerderheid beschikte, werd het systeem van de evenredige vertegenwoordiging toegepast. Dit werd toegepast op zondag 17 november 1895.

### 1900: evenredige vertegenwoordiging en opvolgers
Onder druk van de liberalen die zowel in Vlaanderen als in Wallonië veel macht hadden verloren, werd bij wet van 29 december 1899 het proportionaliteitsbeginsel of de evenredige vertegenwoordiging ingevoerd voor wetgevende verkiezingen (Kamer en Senaat), gebruik makend van de methode-D'Hondt, wat een aantal andere belangrijke wijzigingen met zich meebracht:
- Kleine arrondissementen werden gegroepeerd tot één kieskring, zodat elke kieskring minstens drie vertegenwoordigers had
- Opvolgers werden ingevoerd, zodat er geen tussentijdse verkiezing in een specifiek arrondissement moest worden gehouden wanneer een verkozene overleed of ontslag nam
- De lijststem kreeg een invloed op de verkiezing van kandidaten, waardoor de volgorde van de kandidatenlijst mee bepalend werd (en dus niet meer simpelweg alfabetisch werd getoond)
- Het recht om 'bont te stemmen' over verschillende lijsten (panachage) werd afgeschaft

De eerste verkiezingen met dit systeem vonden plaats op 27 mei 1900.
Het systeem werd pas in 1920 toegepast op de gemeenteraadsverkiezingen en met de provinciekieswet van 19 oktober 1921 op de provincieraadsverkiezingen (waarbij de kieskantons gegroepeerd werden tot provinciedistricten).

### 1919: enkelvoudig stemrecht
Na de Eerste Wereldoorlog werd het principe één man, één stem ingevoerd, een socialistische eis die lang was onderdrukt maar die nu in allerijl werd ingewilligd om ontsporing van de naoorlogse agitatie te voorkomen. Op het ogenblik van uitvaardiging was de wet van 9 mei 1919 in strijd met de Grondwet, zodat conservatieven spraken over de Coup van Loppem. Vrouwenkiesrecht werd nog niet toegestaan in 1919, behalve voor oorlogsweduwen en andere categorieën met 'oorlogsverdiensten'. Een ander aspect van de wet was het evenrediger maken van het kiesstelsel door per provincie 'verloren stemmen' bijeen te brengen (apparentering). 

### 1948: vrouwenkiesrecht
In de nasleep van de Tweede Wereldoorlog kregen vrouwen eindelijk stemrecht. Daarvoor was geen grondwetswijziging nodig, aangezien in 1921 was bepaald dat een twee derde meerderheid zou volstaan. Ze werd in 1948 geleverd door een coalitie van christendemocraten en socialisten. Dit zowel voor de wetgevende als voor de provinciale verkiezingen, die overigens bij wet van 15 mei 1949 vanaf nu gelijktijdig worden gehouden.

### 2002: kiesdrempel, provinciale kieskringen en seksequota
De kieskringen werden in 2002 op provinciale leest geschoeid, op Vlaams-Brabant na, waar de Kieskring Brussel-Halle-Vilvoorde en de Kieskring Leuven bleven bestaan. De apparentering werd weer afgeschaft en voor het eerst kwam er een kiesdrempel van 5%. Ook werd het gewicht van lijststemmen gehalveerd. Deze federale hervormingen werden in 2003 op Vlaams niveau overgenomen.
Nog in 2002 werden de pariteitswetten aangenomen die de politieke seksequota van 1994 aanscherpten: voortaan moesten kieslijsten evenveel mannen als vrouwen tellen (pariteit) en op de eerste twee plaatsen personen van verschillend geslacht (beperkt ritsprincipe).